# Communauté de communes du Pays de Jalès
La communauté de communes du Pays de Jalès est une ancienne communauté de communes française, située dans le département de l'Ardèche.

## Composition
Elle est composée de 4 communes :
| Nom                          | Code Insee | Gentilé                   | Superficie (km2) | Population (dernière pop. légale) | Densité (hab./km2) |
| ---------------------------- | ---------- | ------------------------- | ---------------- | --------------------------------- | ------------------ |
| Berrias-et-Casteljau (siège) | 07031      | Berriassois-et-Casteljois | 26,42            | 724 (2014)                        | 27                 |
| Banne                        | 07024      | Bannards                  | 32,68            | 675 (2014)                        | 21                 |
| Malbosc                      | 07148      | Malbossards               | 21,43            | 146 (2014)                        | 6,8                |
| Saint-Paul-le-Jeune          | 07280      | Saint-Pauliens            | 14,38            | 987 (2014)                        | 69                 |

## Sources
- Base Nationale de l'Intercommunalité
- Splaf
- Base aspic